# أورتزاغ
أورتزاغ هي قرية مغربية شمال المملكة. تنتمي أورتزاغ لإقليم تاونات الجبلي وتقع على الضفة الشمالية لواد ورغة. تضم هذه القرية 15.216 نسمة (إحصاء 2004).